# Ruth Megary

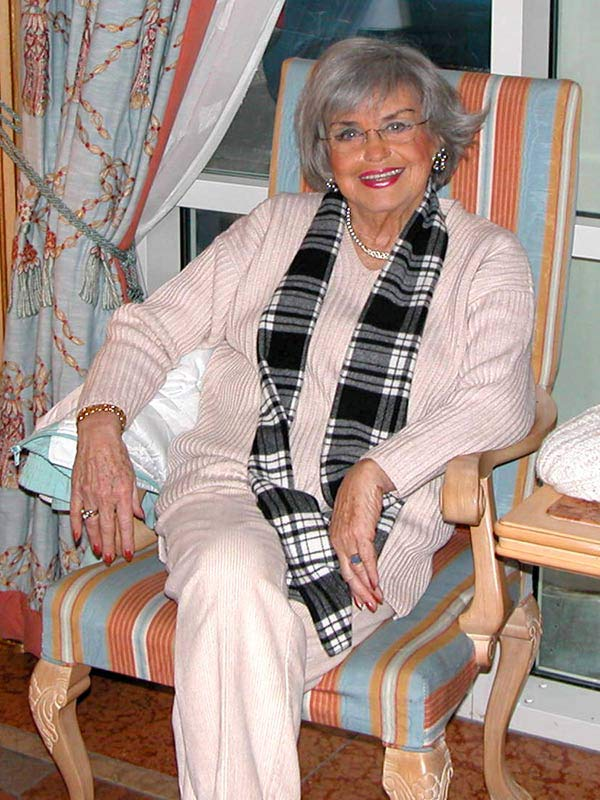
Ruth Megary (2011)

Ruth Megary (* 7. Mai 1923 in München als Ruth Megerle) ist eine deutsche Sängerin, Schauspielerin und Conférencieuse.

## Leben
Ruth Megary wurde am 7. Mai 1923 als erstes und einziges Kind ihrer Eltern geboren. Ihr Vater Otto Megerle war Konditormeister und besaß eine kleine Konditorei in Münchens Künstlerviertel Schwabing. Megary besuchte als Kind die Schwabinger Schwindschule. Nach Abschluss der Schule machte sie zunächst eine kaufmännische Ausbildung. Kurz bevor sie 1939 zur Arbeit in einer Munitionsfabrik eingezogen werden sollte, entdeckte ein Bekannter ihrer Eltern ihr Gesangstalent und sie bewarb sich um ein Stipendium für eine Gesangsausbildung. Sie bestand die Aufnahmeprüfung mit Auszeichnung, verließ mit 17 Jahren das elterliche Zuhause in München und zog nach Salzburg, um dort bis Juli 1944 Gesang im Opernfach an der Musikhochschule Mozarteum zu studieren.
1942 trat sie auf einer Wehrmachtstournee vor Soldaten auf und sang im Lazarett in Potsdam im Schloss Sanssouci für verwundete Soldaten der Deutschen Wehrmacht. Gegen Ende des Zweiten Weltkrieges wurde sie zum Dienst verpflichtet und arbeitete bis zum Kriegsende 1945 als Sekretärin an einem Erholungsort für Armeepferde. Bei der Ankunft amerikanischer Soldaten am 4. Mai 1945 konnte sie sich ohne Probleme unterhalten, da sie zu dem Zeitpunkt bereits fließend Englisch sprach. In amerikanischen Shows und mit dem 10-jährigen Engagements beim amerikanischen „Special Service“ trat sie in Deutschland, Österreich und Italien auf. Allerdings gab sie damit eine Karriere als klassische Opernsängerin auf.
Sie heiratete einen Opernsänger und war zeitweise die Hauptverdienerin, die Ehe blieb kinderlos und ihr Mann starb früh, so dass Ruth Megary als selbstbewusste alleinstehende Frau mit dem Motto „Disziplin und Leistung bringen“ alles in ihre Karriere investierte.
Im höheren Alter investierte sie immer mehr Zeit in Auftritte für wohltätige Zwecke. Seit 2014 unterstützt sie ein Begegnungszentrum für Senioren an der Schleißheimer Straße in München, das von Abi Ofarim, einem befreundeten Sänger, initiiert wurde. Sie möchte helfen, Vereinsamung im Alter und andere Folgen von Altersarmut zu bekämpfen und kommt dort häufig vorbei. Außerdem trat sie 2018 mit 96 Jahren bei „RockAgainstRape“ auf, einem Konzert, das gegen sexuellen Missbrauch von Frauen protestierte. Ali Khan organisierte dieses Konzert in der Münchener Nachtkantine mit weiteren Künstlern.
Nachdem Ruth Megary fast 70 Jahre in einer Wohnung im 4. Stock in München gelebt hatte, entschied sie sich Ende 2019 München zu verlassen und aufs Land nach Niederbayern zu ziehen. Nach einigen gesundheitlichen Problemen zog sie nach Haselbach im Landkreis Straubing-Bogen und lebt inzwischen im Haus ihrer langjährigen Freundin, der Bildhauerin Marille Rüb.

## Karriere
Sie war bis Ende der 1950er Jahre bei der Truppenbetreuung der 3. Division als Sängerin engagiert.
Es folgten US-amerikanische Shows zusammen mit den Schauspielern Margot Hielscher, Paul Dahlke, Fritz Odemar und dem Ufa-Filmballett unter Leitung des obersten Filmoffiziers der amerikanischen Militärregierung Erich Pommer.
Im Film Fanfaren der Liebe spielte Ruth Megary 1951 unter der Regie von Kurt Hoffmann neben Grete Weiser, Georg Thomalla und Dieter Borsche. Mit Gene Kelly spielte sie in The Devil makes tree. Es folgten Revues, Shows und Kabarett in Zürich und Basel. 1955 spielte sie im Apollo-Theater München in der Weihnachtsrevue Käptän Ahoi zusammen mit Klaus Havenstein.
Im Jahr 1957 bekam sie ein Engagement als Opern- und Operettensängerin in Karlsruhe. Es folgten Engagements in der Schweiz und eine Revue-Tournee durch Jugoslawien; in Belgrad gab es einen Auftritt mit dem Song Summertime vor Josip Broz Tito anlässlich eines Staatsempfangs – zusammen mit dem Berliner Ensemble.
Als erste Conferencieuse in deutscher, englischer und italienischer Sprache wurde Ruth Megary im Münchner Apollo-Theater bekannt und danach in Deutschland und europaweit. In den 1960er Jahren hatte sie verschiedene Gastspiele in Ensembles wie Die Sorgenbrecher, Auf Knall und Fall und Heiter mit leichten Niederschlägen sowie Deutschland-Tourneen in Bremen, Hamburg, Berlin, Stuttgart, Wien, Klagenfurt und Straßburg.
Von 1978 bis 1993 begeisterte Ruth Megary ihr Publikum in Bayern als Rosa Zacherl, die Zeitungsfrau vom Münchner Hauptbahnhof, eine Figur, die sie sich selbst auf den Leib geschrieben hatte. Auf Bayerntournee mit der Weißblauen Lachparade erfreute sich Megary mitsamt den Künstlern Franzl Lang, Fred Bertelmann sowie Marianne und Michael großer Beliebtheit. Gastauftritte im Münchner Isarbrettl und in Ottis Schlachthof folgten.

## Mediale Rezeption
Das ZDF widmete ihr 2003 einen Beitrag Ruth Megary – 80 Jahre und kein bisschen alt. Die BR-Reihe Lebenslinien widmete ihr im März 2012 ein 45-minütiges Porträt Ich bin noch da – die Sängerin Ruth Megary. Der Sender VOX verpflichtete Ruth Megary für die Doku-Soap mieten kaufen wohnen, die am 10. Oktober 2013 gesendet wurde. Am 8. November 2014 trat sie in der Sendung Das Supertalent auf.